# Kaffrine
Kaffrine – miasto w Senegalu, w regionie Kaolack. Według danych szacunkowych na rok 2007 liczy 29 450 mieszkańców.